# Peter König (Motorbootrennfahrer)

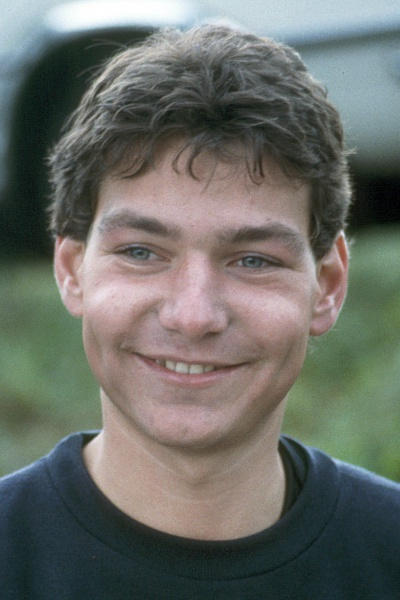
Peter König 1989

Peter König (* 30. Mai 1969 in Berlin) war ein erfolgreicher deutscher Motorbootrennfahrer. Der Sohn von Dieter König trat schon früh in die Fußstapfen seines Vaters und begann seine Karriere 1985. Nach zehn Jahren, in denen er überwiegend in der Rennbootklasse mit 250-cm³-Außenbordern gestartet war, zog er sich aus dem Rennsport zurück. Bald darauf musste er die Familienfirma schließen.

## Sportliche Erfolge
- 1986 Deutscher Meister 250 cm³
- 1989 Deutscher Meister 250 cm³
- 1990 Weltmeister 250 cm³ in Nora (Schweden)[1]
- 1990 Deutscher Meister 250 cm³
- 1992 Weltmeister 250 cm³ in Iisalmi (Finnland)[2]